# Маклаково (Ленинградская область)
Маклаково (фин. Maklakkova) — деревня в  Копорском сельском поселении Ломоносовского района Ленинградской области.

## История
Упоминается как пустошь Måklåkåua Ödhe в Каргальском погосте (западной половине) Копорского уезда в шведских «Писцовых книгах Ижорской земли» 1618—1623 годов.
На карте Ингерманландии А. И. Бергенгейма, составленной по шведским материалам 1676 года, обозначена деревня Moklakowaby.
На шведской «Генеральной карте провинции Ингерманландии» 1704 года — Muclakovaby.
Как деревня Муклекова она нанесена на «Географическом чертеже Ижорской земли» Адриана Шонбека 1705 года.
На карте Санкт-Петербургской губернии Ф. Ф. Шуберта 1834 года обозначена деревня Маклаково, состоящая из 40 крестьянских дворов.

МАКЛАКОВА — деревня принадлежит статской советнице Юрьевой, число жителей по ревизии: 102 м. п., 115 ж. п. (1838 год)

В пояснительном тексте к этнографической карте Санкт-Петербургской губернии П. И. Кёппена 1849 года она записана как деревня Moglokowa (Маклакова) и указано её жителей на 1848 год: савакотов — 7 м. п., 8 ж. п., всего 15 человек, остальные русские.
Согласно карте профессора С. С. Куторги 1852 года деревня называлась Маклакова.

МАКЛАКОВО — деревня статской советницы Юрьевой, по просёлочной дороге, число дворов — 29, число душ — 94 м. п. (1856 год)

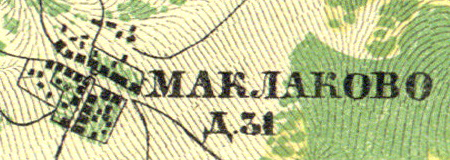
План деревни Маклаково. 1860 год

Согласно «Топографической карте частей Санкт-Петербургской и Выборгской губерний» в 1860 году деревня  Маклаково насчитывала 31 крестьянский двор.

МАКЛАКОВО — деревня владельческая при колодцах, число дворов — 33, число жителей: 94 м. п., 79 ж. п. (1862 год)

В конце XIX века деревня административно относилась к Копорской волости 2-го стана Петергофского уезда Санкт-Петербургской губернии, в начале XX века — 3-го стана. По приходским данным население деревни было смешанным — финско-эстонско-русским.
С 1917 по 1922 год деревня Маклаково входила в состав Маклаковского сельсовета Копорской волости Петергофского уезда.
С 1922 года в составе Ломаховского сельсовета.
С 1923 года в составе Троцкого уезда.
С 1924 года в составе Ананьинского сельсовета.
Согласно данным переписи населения СССР 1926 года в деревне Маклаково проживали 142 человека — большинство русские, а также финны, эстонцы и ижора; в населённом пункте грунты Маклаково проживали 140 человек — большинство  эстонцы, а также ижора, финны и русские.
С 1927 года в составе Ораниенбаумского района.
С 1928 года вновь в составе Ломаховского сельсовета. В 1928 году население деревни Маклаково составляло 283 человека.

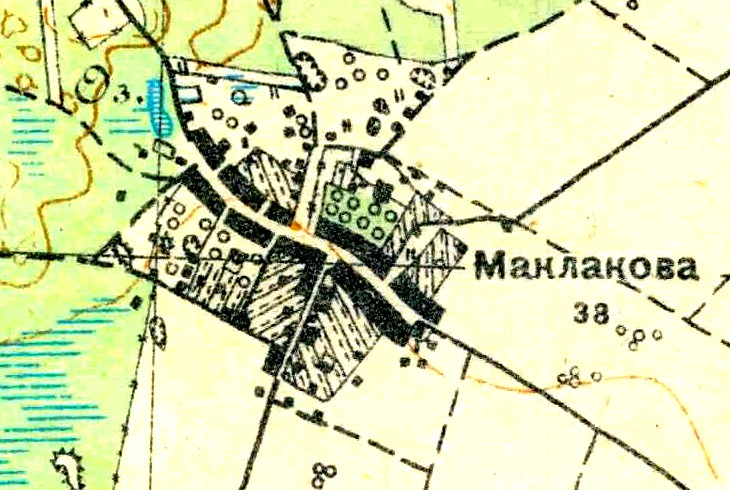
План деревни Маклаково. 1930 год

Согласно топографической карте 1930 года деревня называлась Маклакова и насчитывала 38 дворов.
По данным 1933 года деревня Маклаково и выселок Маклаково входили в состав Ламаховского сельсовета Ораниенбаумского района.
Деревня была освобождена от немецко-фашистских оккупантов 29 января 1944 года.
С 1954 года в составе Копорского сельсовета.
С 1963 года в составе Гатчинского района.
С 1965 года вновь в составе Ломоносовского района. В 1965 году население деревни Маклаково составляло 60 человек.
По данным 1966, 1973 и 1990 годов деревня Маклаково также входила в состав Копорского сельсовета.
В 1997 году в деревне Маклаково Копорской волости проживали 4 человека,  в 2002 году — 8 человек (русские — 87 %), в 2007 году — 1.

## География
Деревня расположена в юго-западной части района к востоку от автодороги 41К-008 (Петродворец — Криково) и к югу от административного центра поселения, села Копорье.
Расстояние до административного центра поселения — 8 км.
Расстояние до ближайшей железнодорожной станции Копорье — 11 км.

## Демография
| 1862 | 2002 | 2007 | 2010 | 2017 |
| ---- | ---- | ---- | ---- | ---- |
| 173  | ↘8   | ↘1   | ↗22  | ↘2   |